# Alholmen, Jakobstad
Alholmen (finska: Alholma) är en stadsdel i norra Jakobstad i Österbotten. Alholmens bebyggelse består till största del av industrier, här finns även stadens djuphamn Jakobstads hamn.
På Alholmen anlades en cikoriafabrik på 1890-talet, fabriksbyggnaden med dess maskiner har bevarats som Cikoriamuseet. Från fabrikskomplexets byggnadsbestånd har stocklagren för råvaror och färdigvaror samt två bostadshus bevarats. Jakobstads motormuseum som är landets största båtmotormuseum ligger på Alholmen. Vid stadens grundande år 1652 var Alholmen en ö, till följd av landhöjningen kom den att växa samman med fastlandet i början av 1700-talet. Ön bestod av sandjord och var bevuxen med gran, al och enbuskar, den användes främst för bete. Alholmens första sommarvillor byggdes på 1840-talet. Jakobstads hamn har legat på Alholmen sedan 1800-talet.
Industriområdet Alholmen Industrial Park är beläget på Alholmen, det består av tio industriföretag och 53 tjänsteföretag som sysselsätter uppemot 2 000 personer. Industriområdets totala omsättning uppgår till över 1 100 miljoner euro, varav exporten står för nästan 80 procent. Alholmen Industrial Park upptar en yta av 370 hektar.
Den finska översättningen Leppäluoto gavs ursprungligen som namn på hamnlinjens godsstation. Senare antogs Leppäluoto som officiellt finskt namn på hela området, men kom aldrig i allmänt bruk. Det finska namnet på stadsdelen och järnvägsstationen ändrades 1999 till Alholma.